# Donati-Naht

Vertikale Rückstichnaht oder Donati-Naht

Die Donati-Naht (benannt nach Mario Donati), auch vertikale Rückstichnaht oder vertikaler Matratzenstich oder vertikale Matratzennaht genannt, ist eine besondere Nahtform beim Nähen in der Medizin.
Der Faden wird hierbei auf der einen Seite der zu verschließenden Wunde eingestochen, auf der anderen Seite aus- und dort näher am Wundrand wieder eingestochen, um dann unter der Hautoberfläche wieder zur ersten Seite zurückgeführt, ausgestochen und hier über der Haut verknotet zu werden. Während der erste Stich tiefer unterhalb des Hautgewebes geführt wird, um eine Adaptation der Wundränder in der Tiefe zu erreichen, bleibt der zweite Stich flach unter der Hautoberfläche und innerhalb der Haut. Hiermit wird zusätzlich eine exaktere Annäherung der Wundränder im Hautbereich erzielt. Diese Stichführung mit einem Rückstich in geringerer Tiefe kennzeichnet die Donati-Naht, die daher auch im Unterschied zur ähnlichen horizontalen Rückstichnaht als vertikale Rückstichnaht bezeichnet wird. Als Erstbeschreiber dieser Nähtechnik gilt der italienischen Chirurg Mario Donati (1879–1946).

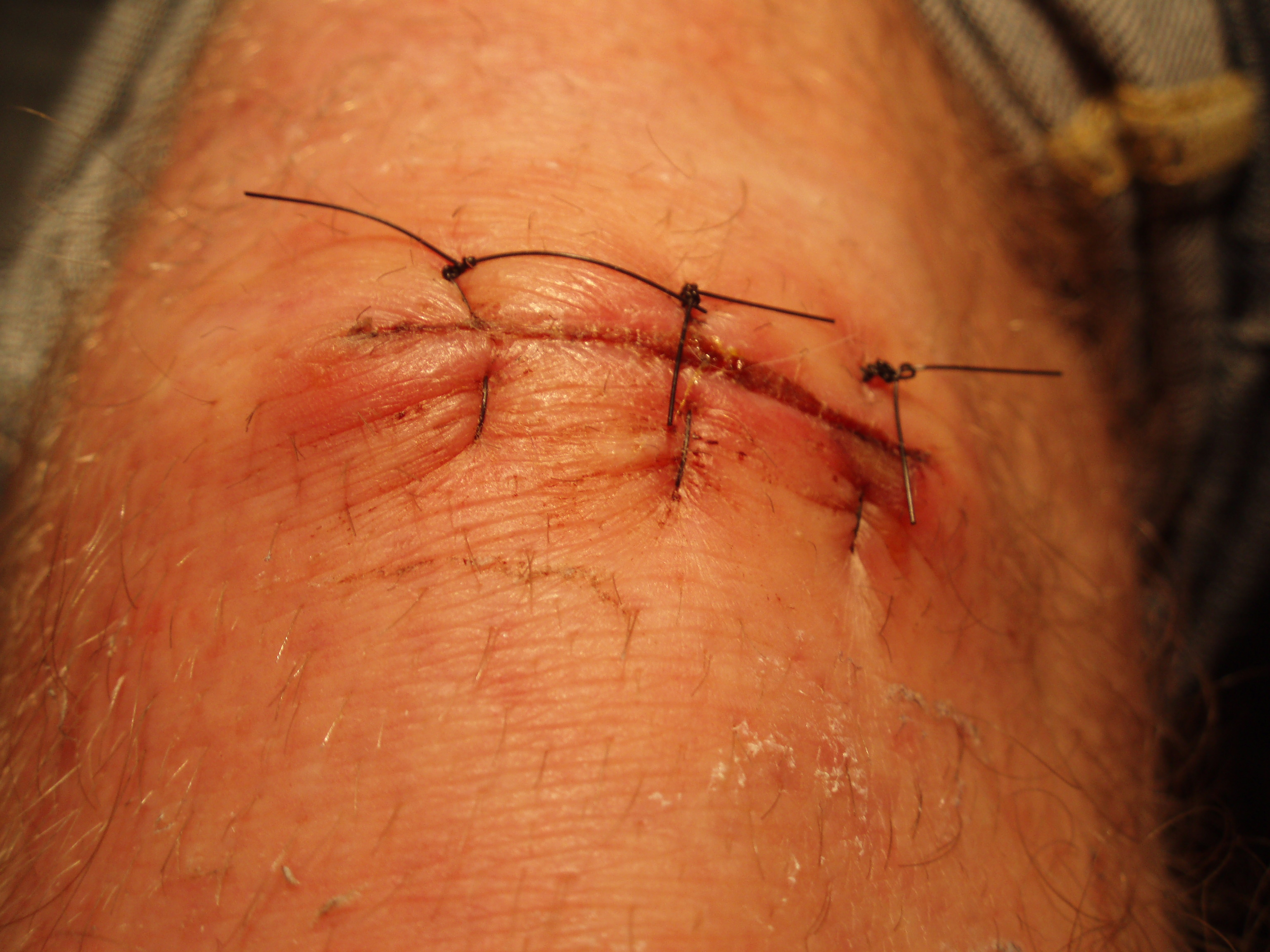
Beispiel einer Donati-Naht (Vertikale Matratzennaht)
Horizontale Matratzennaht
A – Einzelknopfnaht B – Donati-Naht C – Allgöwer-Naht

Die differenzierte Fadenführung der Donati-Naht gibt der Naht sehr große Stabilität gegen das Ausreißen des Fadens, was vor allem dann sinnvoll ist, wenn die Ränder der Wunde nur unter Spannung zusammengeführt werden können. Ein Nachteil der Methode sind die insgesamt vier Stichkanäle einer Naht, also doppelt so viele wie bei der klassischen Einzelknopfnaht. Eine Abwandlung der Donati-Naht stellt die Allgöwer-Naht dar, hierbei wird die Nadel mit einem Rundstich intrakutan unter der Epidermis zurückgeführt, sodass nur zwei Stichkanäle die Oberfläche erreichen.